# Matthew Bellamy
Matthew James Bellamy (n. 9 iunie 1978 în Cambridge, Anglia) este un muzician și un compozitor englez, cunoscut ca fiind principalul vocalist, chitaristul, pianistul și principalul compozitor al trupei britanice de rock alternativ Muse.

## Primii ani

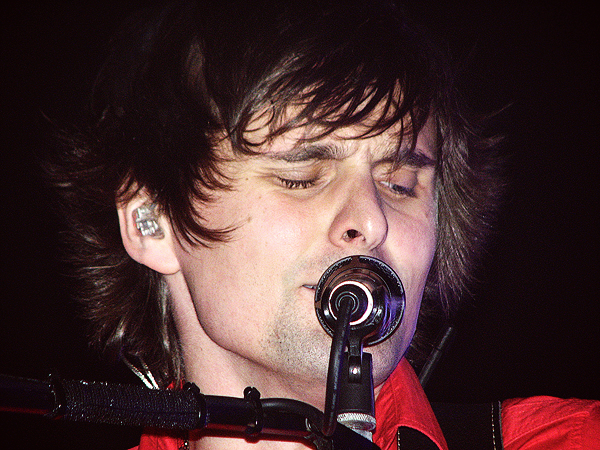
Matthew Bellamy în Chile, 2008

Bellamy s-a născut pe 9 iunie 1978 în Cambridge, Anglia, el fiind fiul lui George Bellamy, fost chitarist al trupei britanice din anii '60 The Tornados, și Marilyn Bellamy, o imigrantă din Irlanda de Nord stabilită în Anglia.
La vârsta de 6 ani a început să cânte la pian la îndemnul tatălui său. La mijlocul anilor '80 familia sa s-a mutat în Teignmouth, Devon. După divorțul părinților săi, survenit când el avea 14 ani, acesta a început să învețe să cânte la chitară.

## Muse

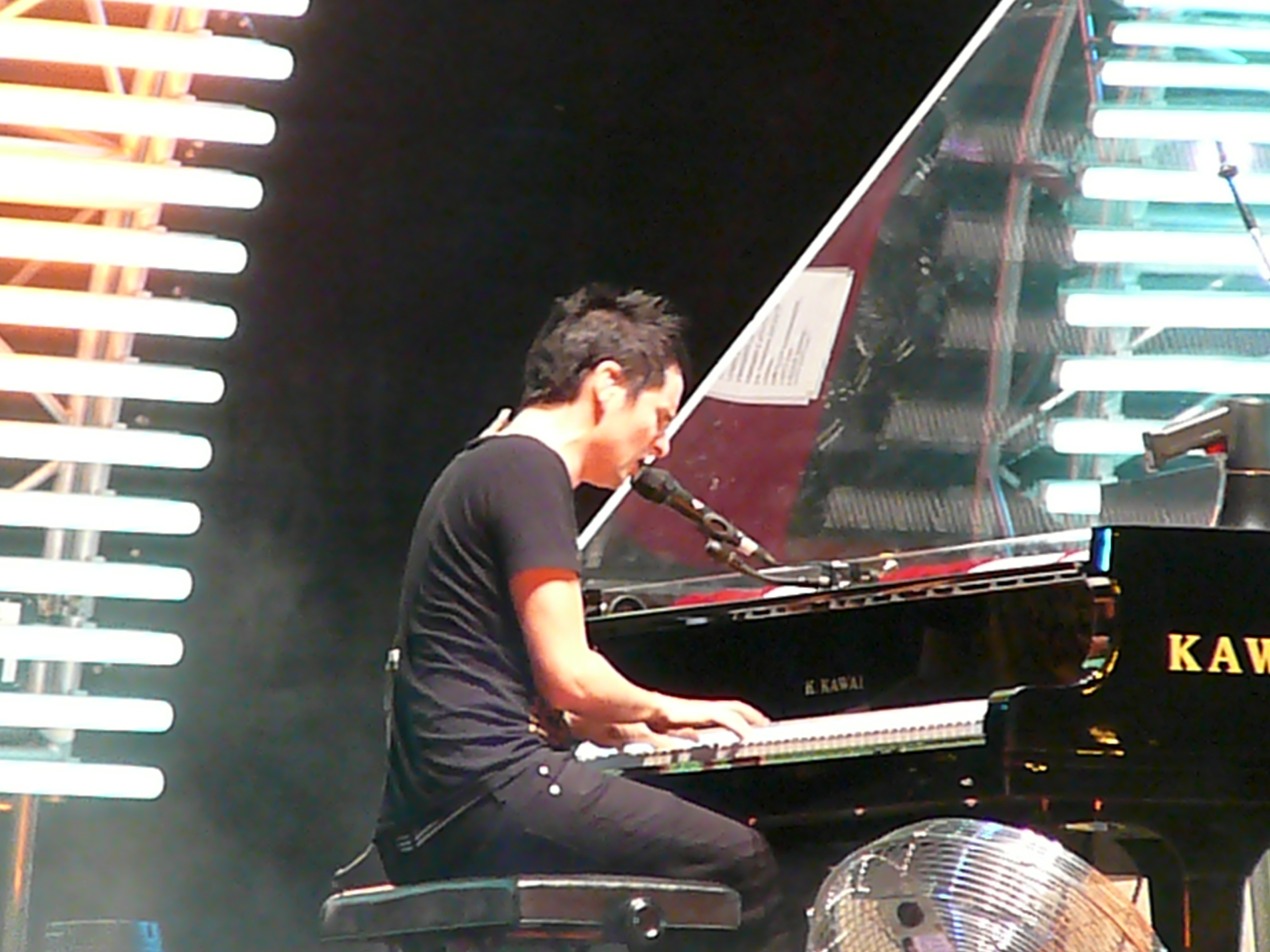
Bellamy evoluând la Lollapalooza, 2007

Muse s-a format în 1994, prima oară sub numele de Rocket Baby Dolls. Cu acest nume, trio-ul va concura la un concurs ”battle of the bands” local, pe care-l vor câștiga, distrugându-și instrumentele în timpul concertului. „Se presupunea că trebuia să fie un protest, o afirmație(...) așa că, atunci când am câștigat, a fost un șoc. După acel moment, am început să ne luăm în serios” avea să declare Bellamy.
Procesul de formare a pornit, însă, la începutul anilor '90, când actualul baterist al trupei, Dominic Howard, i-a propus lui Bellamy să i se alăture trupei sale, Gothic Plague, care rămăsese fără un chitarist. După ce restul membrilor din Gothic Plague au părăsit trupa, cei doi l-au cooptat pe Christopher Wolstenholme și, astfel, s-au pus bazele trupei.
Stilul celor de la Muse este un amestec de rock alternativ, rock progresiv, heavy metal, muzică clasică și muzică electronică.
Au lansat până acum 5 albume de studio: Showbiz (1999), Origin of Symmetry (2001), Absolution (2003), Black Holes and Revelations (2006) și The Resistance(2009), două compilații: Random 1-8, lansată numai în Japonia și conținând b-side-uri din perioada albumului Showbiz și Hullabaloo(2002), care cuprindea 11 cântece înregistrate din concertele de pe Le Zénith din Paris (28 și 29 octombrie 2001) și b-sideuri din perioada 1999-2001.
Pe 16 și 17 iunie 2007 ei au devenit prima trupă care a susținut un concert sold out pe nou-construitul stadion Wembley. Cele două vor constitui albumul live/DVD-ul HAARP, lansat în 2008.

## Stil vocal
Vocea sa poate fi clasificată ca fiind una de bariton liric. De asemenea, acesta mai este cunoscut și pentru folosirea desă a falsetto-ului.
Cea mai înaltă notă pe care a înregistrat-o a fost în cântecul Showbiz de pe albumul omonim și în cântecul Micro Cuts de pe albumul Origin of Symmetry, iar cea mai joasă notă a fost atinsă în cântecul Spiral Static, unul dintre b-sideurile single-ului Plug In Baby.

## Opinii
În 2006, Bellamy credea că atacurile de la 11 septembrie 2001 au fost o înscenare. Totuși, trei ani mai târziu, el declara pentru Rolling Stone că nu crede în această teorie: „Există multe lucruri pe internet care sugerează că 9/11 a fost o înscenare. Dar asta nu e ceva în care cred".
De asemenea, el a arătat și semne cum că ar fi ateu: „Să fii ateu înseamnă că trebuie să realizezi că atunci când mori, asta e.Trebuie să profiți de majoritatea timpului petrecut aici și să lași o cât mai mare influență. Cred că trăiești prin influența pe care o răspândești, chiar dacă asta înseamnă să ai un copil sau să faci muzică.”
Cu toate astea, în 2006, acesta arăta semne de agnosticism sau deism, având să declare în următorul an că „Nu cred în rai sau iad, chiar nu cred în această versiune.”

## Alte apariții
A compus muzica de la sfârșitul filmului The International.
A compus piesa Soaked de pe albumul de debut al lui Adam Lambert, fost concurent la American Idol.
A apărut ca și personaj în jocul Guitar Hero 5, alături de muzicieni precum Johnny Cash, Carlos Santana, Shirley Manson și Kurt Cobain.